# Fangene på fortet
Fangene på Fortet var den norska upplagan av Fort Boyard. Det sändes på TV3 Norge mellan 1993 och 1996, 1999-2000, samt 2010 och 2011. Programledare var Jon Michelet och Lise Nilssen under 1993. 1994 leddes programmet av Steffen Tangstad. Mellan 1995 och 2000 av Nils Ole Oftebro. 2000 ledde Oftebro programmet med Elisa Røtterud, 2010 till 2011 av Daniel Franck tillsammans med Jenny Skavlan under 2010 och Henriette Lien under 2011. I tornet satt Helge Reiss, Toralv Maurstad, Lars Andreas Larssen och Trond Brænne. Programmet spelades in Frankrike på Fort Boyard.

## Programmet
Programmet går ut på att ett eller två lag tävlar om att komma in i fortets skattkammare och hämta så många guldmynt som möjligt inom en viss tid. För att kunna komma in i skattkammaren måste laget/lagen samla in nycklar som de vinner genom att klara av olika celler, dueller och gåtor. Därefter måste de samla in ledtrådar som bildar ett lösenord. Om laget/lagen lyckas komma på det rätta lösenordet ges möjlighet till att samla guldmynt. Ofta skänks pengarna till välgörande ändamål eller tillbaka till fortet.

## Medverkande
- Programledare: Jon Michelet (1993), Lise Nilssen (1993), Steffen Tangstad (1994), Nils Ole Oftebro (1995–96 och 1999–2000), Elisa Røtterud (2000), Jenny Skavlan (2010), Daniel Franck (2010), Henriette Lien  (2011)
- Vismannen i tårnet: Helge Reiss (1993), Toralv Maurstad (1994), Lars Andreas Larssen (1995-1996), Trond Brænne (1999-2000)